# U-311
Unterseeboot 311 foi um submarino alemão do Tipo VIIC, pertencente a Kriegsmarine que atuou durante a Segunda Guerra Mundial.

## Comandantes
| Comandante            | Data                                      |
| --------------------- | ----------------------------------------- |
| Kptlt. Joachim Zander | 23 de março de 1943 - 22 de abril de 1944 |

## Subordinação
Durante o seu tempo de serviço, esteve subordinado às seguintes flotilhas:
| Período                                      | Flotilha                                  |
| -------------------------------------------- | ----------------------------------------- |
| 23 de março de 1943 - 30 de novembro de 1943 | 8. Unterseebootsflottille (treinamento)   |
| 1 de dezembro de 1943 - 22 de abril de 1944  | 1. Unterseebootsflottille (serviço ativo) |

## Operações conjuntas de ataque
O U-311 participou das seguinte operações de ataque combinado durante a sua carreira:
- Rudeltaktik Coronel (7 de dezembro de 1943 - 8 de dezembro de 1943)
- Rudeltaktik Coronel 1 (8 de dezembro de 1943 - 14 de dezembro de 1943)
- Rudeltaktik Coronel 2 (14 de dezembro de 1943 - 17 de dezembro de 1943)
- Rudeltaktik Amrum (18 de dezembro de 1943 - 23 de dezembro de 1943)
- Rudeltaktik Rügen 5 (23 de dezembro de 1943 - 2 de janeiro de 1944)
- Rudeltaktik Rügen 4 (2 de janeiro de 1944 - 7 de janeiro de 1944)
- Rudeltaktik Rügen (7 de janeiro de 1944 - 19 de janeiro de 1944)
- Rudeltaktik Preussen (19 de março de 1944 - 22 de março de 1944)